# Ирбитское муниципальное образование
Ирби́тское муниципа́льное образова́ние — муниципальное образование со статусом муниципального округа в Свердловской области России. Относится к Восточному управленческому округу.
Административный центр — город Ирбит (в состав не входит). Часть органов государственной власти расположена в пгт Пионерский.
С точки зрения административно-территориального устройства области, муниципальное образование находится в границах административно-территориальной единицы Ирбитский район.
С 2004 года — городской округ, с 1 января 2025 года имеет статус муниципального округа.

## География
Ирбитское муниципальное образование находится в юго-восточной части Свердловской области и граничит со следующими муниципальными образованиями (6 городскими округами и 2 муниципальными районами):
- муниципальное образование Алапаевское (северо-запад);
- Артёмовский городской округ (юго-запад);
- городской округ Сухой Лог, Камышловский муниципальный район (юг);
- Пышминский городской округ, Талицкий городской округ, Байкаловский муниципальный район (юго-восток);
- Туринский городской округ (юго-запад).

Ирбитское муниципальное образование полностью окружает территориально муниципальное образование город Ирбит (городской округ).
Главные водные артерии: река Ница с притоками Ирбитом, Кирга, Бобровка, относящимися к бассейну реки Тобол.

## История
27 февраля 1924 года в составе Ирбитского округа Уральской области образован Ирбитский район, куда входило 18 сельсоветов. В его состав вошла часть территории бывшего Ирбитского уезда. С 1934 года район в составе Свердловской области. В 1941-1962 годах из состава района был выделен Зайковский район.
1 февраля 1963 года был образован Ирбитский сельский район.
22 ноября 1966 года поселки участка Заготскот, Волковской школы-интерната, квартала N 109, квартала N 110, пенькозавода, подсобного хозяйства Скородумовского леспромхоза и дорожно-эксплуатационного участка N 932 были переименованы в Соловьевку, Ветерок, Вольный, Хвойный, Конопляный, Чернолесье и Дорожный соответственно.
17 декабря 1995 года по результатам местного референдума было создано муниципальное образование Ирбитский район.
10 ноября 1996 года муниципальное образование было включено в областной реестр.
Законом Свердловской области от 25 октября 2004 года № 152-ОЗ «Об установлении границ муниципального образования Ирбитский район и наделении его статусом городского округа» муниципальное образование наделено статусом городского округа. Рабочий посёлок Зайково был отнесён к категории сельских населённых пунктов к виду посёлок.
С 1 января 2006 года муниципальное образование Ирбитский район переименовано в Ирбитское муниципальное образование.

## Население
| 2002    | 2009    | 2010    | 2011    | 2012    | 2013    | 2014    |
| ------- | ------- | ------- | ------- | ------- | ------- | ------- |
| 33 350  | ↘31 828 | ↘30 331 | ↘30 245 | ↘29 925 | ↘29 699 | ↘29 430 |
| 2015    | 2016    | 2017    | 2018    | 2019    | 2020    | 2021    |
| ↘29 267 | ↘28 900 | ↘28 653 | ↘28 326 | ↘27 933 | ↘27 790 | ↘26 484 |
| 2023    |         |         |         |         |         |         |
| ↘26 128 |         |         |         |         |         |         |

### Урбанизация
В городских условиях (рабочий посёлок Пионерский) проживают 11,94 % населения района.

## Состав
В состав городского округа и района входит 103 населённых пункта. При этом район до 1 октября 2017 года включал 21 административно-территориальную единицу (1 рабочий посёлок и 21 сельсовет).
| №   | Населённый пункт | Тип населённого пункта | Население | Территориальная единица Ирбитского района |
| --- | ---------------- | ---------------------- | --------- | ----------------------------------------- |
| 1   | Азёва            | деревня                | ↘33       | Дубский сельсовет                         |
| 2   | Анохинское       | село                   | ↘95       | Стриганский сельсовет                     |
| 3   | Бархаты          | деревня                | ↘6        | Дубский сельсовет                         |
| 4   | Белослудское     | село                   | ↘238      | Килачевский сельсовет                     |
| 5   | Бердюгина        | деревня                | ↘565      | Бердюгинский сельсовет                    |
| 6   | Берёзовка        | деревня                | ↘119      | Новгородовский сельсовет                  |
| 7   | Бессонова        | деревня                | ↘166      | Черновский сельсовет                      |
| 8   | Бобровка         | деревня                | ↗12       | Фоминский сельсовет                       |
| 9   | Большая Зверева  | деревня                | ↘150      | Знаменский сельсовет                      |
| 10  | Большая Кочёвка  | деревня                | ↘375      | Пьянковский сельсовет                     |
| 11  | Большая Милькова | деревня                | ↘19       | Киргинский сельсовет                      |
| 12  | Большедворова    | деревня                | ↗110      | Черновский сельсовет                      |
| 13  | Большой Камыш    | деревня                | ↘153      | Знаменский сельсовет                      |
| 14  | Боровая          | деревня                | ↘60       | Рудновский сельсовет                      |
| 15  | Бузина           | деревня                | ↗80       | Дубский сельсовет                         |
| 16  | Буланова         | деревня                | ↗249      | Фоминский сельсовет                       |
| 17  | Буланова         | село                   | ↘52       | Якшинский сельсовет                       |
| 18  | Ваганова         | деревня                | ↘1        | Харловский сельсовет                      |
| 19  | Ветерок          | посёлок                | ↘13       | Бердюгинский сельсовет                    |
| 20  | Волково          | село                   | ↘207      | Бердюгинский сельсовет                    |
| 21  | Вяткина          | деревня                | ↗12       | Черновский сельсовет                      |
| 22  | Гаёва            | деревня                | ↘476      | Гаевский сельсовет                        |
| 23  | Галишева         | деревня                | ↘96       | Харловский сельсовет                      |
| 24  | Горки            | село                   | ↘761      | Горкинский сельсовет                      |
| 25  | Гуни             | деревня                | ↘94       | Дубский сельсовет                         |
| 26  | Девяшина         | деревня                | ↘48       | Ключевский сельсовет                      |
| 27  | Дорожный         | посёлок                | ↘73       | Гаевский сельсовет                        |
| 28  | Дубская          | деревня                | ↘698      | Дубский сельсовет                         |
| 29  | Ерёмина          | деревня                | ↘109      | Ницинский сельсовет                       |
| 30  | Ерёмина          | село                   | ↗12       | Черновский сельсовет                      |
| 31  | Ерзовка          | деревня                | ↗79       | Гаевский сельсовет                        |
| 32  | Зайково          | посёлок                | ↘3826     | администрация района                      |
| 33  | Знаменское       | село                   | ↘605      | Знаменский сельсовет                      |
| 34  | Зубрилина        | деревня                | ↘24       | Харловский сельсовет                      |
| 35  | Иванищева        | деревня                | ↘12       | Фоминский сельсовет                       |
| 36  | Кекур            | деревня                | ↗362      | Гаевский сельсовет                        |
| 37  | Килачёвское      | село                   | ↘922      | Килачевский сельсовет                     |
| 38  | Кирга            | село                   | ↘520      | Киргинский сельсовет                      |
| 39  | Кириллова        | деревня                | ↘188      | Фоминский сельсовет                       |
| 40  | Ключи            | село                   | ↘445      | Ключевский сельсовет                      |
| 41  | Кокуй            | деревня                | ↘26       | Рудновский сельсовет                      |
| 42  | Кокшариха        | деревня                | ↗92       | Гаевский сельсовет                        |
| 43  | Короли           | деревня                | ↘6        | Черновский сельсовет                      |
| 44  | Коростелева      | деревня                | ↗150      | Черновский сельсовет                      |
| 45  | Косари           | деревня                | ↘42       | Дубский сельсовет                         |
| 46  | Кривая           | деревня                | ↘11       | Бердюгинский сельсовет                    |
| 47  | Крутихинское     | село                   | ↘105      | Горкинский сельсовет                      |
| 48  | Кубай            | деревня                | →0        | Бердюгинский сельсовет                    |
| 49  | Курьинка         | деревня                | ↘18       | Ключевский сельсовет                      |
| 50  | Курьинский       | посёлок                | ↘182      | Ключевский сельсовет                      |
| 51  | Лаптева          | деревня                | ↘180      | Горкинский сельсовет                      |
| 52  | Лесной           | посёлок                | ↗135      | Гаевский сельсовет                        |
| 53  | Лиханова         | деревня                | ↘21       | Дубский сельсовет                         |
| 54  | Лопатково        | посёлок                | ↘263      | Лопатковский сельсовет                    |
| 55  | Малахова         | деревня                | ↘49       | Черновский сельсовет                      |
| 56  | Малая Зверева    | деревня                | ↘17       | Знаменский сельсовет                      |
| 57  | Малая Речкалова  | деревня                | ↗84       | Новгородовский сельсовет                  |
| 58  | Мельникова       | деревня                | ↗509      | рабочий посёлок Пионерский                |
| 59  | Молокова         | деревня                | ↘38       | администрация района                      |
| 60  | Мордяшиха        | деревня                | ↗70       | Гаевский сельсовет                        |
| 61  | Мостовая         | деревня                | ↘137      | Стриганский сельсовет                     |
| 62  | Неустроева       | деревня                | ↘50       | Осинцевский сельсовет                     |
| 63  | Нижняя           | деревня                | ↘149      | Киргинский сельсовет                      |
| 64  | Никитина         | деревня                | ↘199      | Черновский сельсовет                      |
| 65  | Ницинское        | село                   | ↘351      | Ницинский сельсовет                       |
| 66  | Новгородова      | деревня                | ↘359      | Новгородовский сельсовет                  |
| 67  | Ольховка         | деревня                | ↘2        | Знаменский сельсовет                      |
| 68  | Осинцевское      | село                   | ↘332      | Осинцевский сельсовет                     |
| 69  | Первомайская     | деревня                | ↘135      | Килачевский сельсовет                     |
| 70  | Першина          | деревня                | ↘111      | Стриганский сельсовет                     |
| 71  | Пиневка          | деревня                | ↘66       | Бердюгинский сельсовет                    |
| 72  | Пионерский       | пгт                    | ↘3120     | рабочий посёлок Пионерский                |
| 73  | Прядеина         | деревня                | ↘77       | Харловский сельсовет                      |
| 74  | Пьянково         | село                   | ↘353      | Пьянковский сельсовет                     |
| 75  | Ретнева          | деревня                | ↘404      | Ретневский сельсовет                      |
| 76  | Речкалова        | деревня                | ↘806      | Речкаловский сельсовет                    |
| 77  | Рудное           | село                   | ↘297      | Рудновский сельсовет                      |
| 78  | Рябиновый        | посёлок                | ↗388      | Гаевский сельсовет                        |
| 79  | Симанова         | деревня                | ↘176      | Речкаловский сельсовет                    |
| 80  | Скородумское     | село                   | ↘276      | Ретневский сельсовет                      |
| 81  | Соколова         | деревня                | ↘62       | Рудновский сельсовет                      |
| 82  | Сосновка         | деревня                | ↘113      | Харловский сельсовет                      |
| 83  | Спутник          | посёлок                | ↘323      | Гаевский сельсовет                        |
| 84  | Стриганское      | село                   | ↘354      | Стриганский сельсовет                     |
| 85  | Трубина          | деревня                | ↗54       | Бердюгинский сельсовет                    |
| 86  | Удинцева         | деревня                | ↘79       | Рудновский сельсовет                      |
| 87  | Филина           | деревня                | ↗3        | Бердюгинский сельсовет                    |
| 88  | Фомина           | деревня                | ↗871      | Фоминский сельсовет                       |
| 89  | Харловское       | село                   | ↘473      | Харловский сельсовет                      |
| 90  | Чащина           | деревня                | ↘106      | Фоминский сельсовет                       |
| 91  | Чернорицкое      | село                   | ↘391      | Килачевский сельсовет                     |
| 92  | Чёрновское       | село                   | ↘714      | Черновский сельсовет                      |
| 93  | Чубаровское      | село                   | ↘270      | Черновский сельсовет                      |
| 94  | Чувашева         | деревня                | ↘0        | Ницинский сельсовет                       |
| 95  | Чусовитина       | деревня                | ↘0        | Ницинский сельсовет                       |
| 96  | Чусовляны        | деревня                | ↘238      | Фоминский сельсовет                       |
| 97  | Шарапова         | деревня                | ↗137      | Килачевский сельсовет                     |
| 98  | Шипова           | деревня                | ↘7        | Дубский сельсовет                         |
| 99  | Шмакова          | деревня                | ↘84       | Фоминский сельсовет                       |
| 100 | Шмаковское       | село                   | ↘67       | Якшинский сельсовет                       |
| 101 | Шушарина         | деревня                | ↘13       | Черновский сельсовет                      |
| 102 | Юдина            | деревня                | ↘29       | Дубский сельсовет                         |
| 103 | Якшина           | деревня                | ↘233      | Якшинский сельсовет                       |

### Упразднённые населённые пункты
Законом Свердловской области от 12 октября 2015 года были упразднены деревня Мыс (Киргинского сельсовета), посёлки Смолокурка (Фоминского сельсовета, ранее Чащинского) и Соколовский (Ницинского сельсовета).